# Oscar de Lagoanère
Oscar de Lagoanère (Bordeus, 25 d'agost de 1853 - 23 de maig de 1918) fou un compositor i director d'orquestra francès del Romanticisme. Fou director d'orquestra de diversos teatres i va escriure diverses operetes i balls d'espectacle, tals com: Les deux panthères, Fillette et loup-Garou, Un ménage au violon, L'étape d'un 27 jours, Il était une fois (1895), Le cocheur de la mariée (1895), Néron (1898), Les sept péchés capitaux (1899), Le cadeau d'Alain (1906) i L'habit de César.